# Nicholas Hytner
Nicholas Hytner (Manchester, Regne Unit, 7 de maig de 1956) és un productor i director de cinema britànic.

## Biografia
És el gran de quatre fills del jutge Benet Hytner i de la productora Joyce Myers. Va estudiar literatura anglesa al  Trinity College de Cambridge. Va debutar en el teatre com a director d'òperes a Kent, al Wexford Festival Opera i a l'Òpera Nacional anglesa, abans de passar al teatre de Leeds Playhouse i convertir-se en director artístic de la Royal Exchange teatre de Manchester de 1985 a 1989.
L'èxit va arribar amb 34 anys quan Cameron Mackintosh el va contractar per dirigir el musical  Miss Saigon, que va resultar ser un gran èxit internacional: va ser posada en escena al West End de Londres amb 4274 rèpliques i més de deu anys, mentre que a Broadway va ser en cartell més de nou anys i 4092 espectacles
El 1990 va ser nomenat codirector artístic del Royal National Theatre per Richard Eyre i va començar a treballar amb el dramaturg Alan Bennett quan va dirigir la seva obra La bogeria de George III. Bennett volia que Hynter també dirigís l'adaptació cinematogràfica de l'obra, i el 1994 Hynter va debutar en el món del cinema amb  La follia del rei George . Durant els següents sis anys va dirigir altres tres pel·lícules: The Crucible (1997), The Object of My Afection (1998) i El ritme de l'èxit (2000). Després de l'expiració del contracte de Trevor Nunn, Hynter es va convertir en director del Teatre Nacional, càrrec que va mantenir fins al 2015: va dirigir grans èxits en els últims anys, com Carrusel (posada en escena a Londres el 1993 i a Broadway el 1994, que li va suposar el Premi Tony a la millor direcció d'un musical), The History Boys (posada en escena a Londres el 2004 i a Broadway el 2006) i   Fedra  per Helen Mirren i Dominic Cooper (2009).
Com a director artístic del Teatre Nacional ha promogut una reconstrucció i desenvolupament del South Bank, va fer que fos accessible al públic mitjançant la reducció del cost dels bitllets i fer algunes produccions que s'emetran en directe en sales de cinema de tot el món. El 2017 acaba el seu projecte de construcció del Bridge Theatre, del qual és director i director artístic.Ha posat en escena The Country Wife de William Wycherley, Edouard II, Don Carlos, Miss Saigon, Orpheus Descending de Tennessee Williams i The History Boys d'Alan Bennett, adaptat per al cinema l'any 2006. A The Object of My Afection, sobre l'amistat gai i la homoparentalitat, evita els estereotips en relació amb els gais.
És obertament homosexual

## Filmografia

### com a director
- 1994: La follia del rei George (The Madness of King George)
- 1996: The Crucible
- 1998: The Object of My Afection
- 1998: Twelfth Night, or What You Will (TV)
- 2000: El ritme de l'èxit (Center Stage)
- 2006: The History Boys
- 2015: La dama de la furgoneta (The Lady in the Van)

### com a productor
- 2006: The History Boys